# 东方刚欲异闻 ～ 被水淹没的沉愁地狱
东方刚欲异闻 ～ 被水淹没的沉愁地狱（東方剛欲異聞 ～ 水没した沈愁地獄）是东方project的第17.5作，由同人社团黄昏边境开发，自称为横版弹幕水动作游戏，于2019年10月6日第六回博丽神社秋例大祭上发行了测试版，以带有DL下载地址的200日元卡片向外发售。在2020年10月18日第七回博丽神社秋例大祭上发行了新的光盘测试版，加入了可玩角色魔理沙。

## 玩法
在这部游戏中，玩家通过释放水的力量来击败对手，玩家操控的人物在擦过敌人的弹幕的时候可以将敌人的弹幕转化为水。水达到一定量以后可以转化为人物的体力，在人物发动符卡的时候会消耗掉水。人物的体力在全部消耗光以后就会失败。

## 故事
灵梦为了调查黑水的源头，想从魔法森林的洞穴抵达地下，途中遇到了雾雨魔理沙，打败她以后，优先于她进入了地下洞穴。在地下的洞穴中，灵梦遇到了多多良小伞，多多良小伞在地下洞穴中掀起了大雨，在被灵梦打败后，透露称自己认识起事的人，但因故没有明讲。灵梦继续前行，抵达了旧地狱的温泉街，星熊勇仪看到了她，勇仪告诉她，这黑水就是石油，不过没有告诉她怎么制止。灵梦想继续调查，勇仪警告她那里很危险，尝试用武力阻止她，不过灵梦还是打败了她，勇仪只好给灵梦指了路，同时告诉她不要把眼前所见告知他人。

## 登场角色

### 可用角色（含敌機）
博麗靈夢

雾雨魔理沙

八坂神奈子

村紗水蜜

依神女苑和依神紫苑

芙兰朵露·斯卡蕾特

### 敵機角色
多多良小伞

黑谷山女

星熊勇仪

灵乌路空

庭渡久侘歌

摩多罗隐岐奈

## 注记
1. ↑  原文为，似乎需要一个更好的翻译。

## 外部連結
- 《东方刚欲异闻 ～ 被水淹没的沉愁地狱》官方网站（页面存档备份，存于）
- Steam上的《東方剛欲異聞　～ 水没した沈愁地獄》 （页面存档备份，存于）